# آزاف‌لی
آزاف‌لی (به لاتین: Azaflı، تا ۲۰۱۲ میلادی آزاپ‌لی Azaplı) یک منطقه مسکونی در جمهوری آذربایجان است که در شهرستان تووز واقع شده است. آزاف‌لی ۱۵۹۲ نفر جمعیت دارد.